# 1979年の日本公開映画
- 映画 > 映画の一覧 > 年度別日本公開映画 > 1979年の日本公開映画
- 映画 > 1979年の映画 > 1979年の日本公開映画

1979年の日本公開映画（1979ねんのにほんこうかいえいが）では、1979年（昭和54年）1月1日から同年12月31日までに日本で商業公開された映画の一覧を記載。作品名の右の丸括弧内は製作国を示す。
記載の凡例については年度別日本公開映画#凡例を参照

## 作品一覧

### 1月
- 13日
  - ファール・プレイ ( アメリカ合衆国)
- 20日
  - 悪魔が来りて笛を吹く ( 日本)
  - 天国から来たチャンピオン ( アメリカ合衆国)
  - 子育てごっこ ( 日本)
- 27日
  - 宇宙空母ギャラクティカ ( アメリカ合衆国)

### 2月
- 3日
  - アトランティス 7つの海底都市 ( イギリス)
  - ブルースリーinグリーン・ホーネット2 ( アメリカ合衆国)
  - Mr.Boo!ミスター・ブー ( イギリス領香港)
- 10日
  - オーメン2/ダミアン ( アメリカ合衆国)
  - 奇跡 ( デンマーク)
  - 思春の森 ( イタリア)
- 17日
  - これからの人生 ( フランス)
  - 泣く女( アメリカ合衆国)
- 24日
  - ブリンクス ( アメリカ合衆国)

### 3月
- 3日
  - 俺たちの交響楽 ( 日本)
  - 限りなく透明に近いブルー ( 日本)
  - くるみ割り人形 ( 日本)
  - サロン・キティ ( イタリア /  フランス /  西ドイツ)
  - ベルサイユのばら ( 日本)
  - マジック ( アメリカ合衆国)
- 10日
  - ゾンビ ( アメリカ合衆国 /  イタリア)
  - 日蓮 ( 日本)
- 17日
  - アルプスの少女ハイジ ( 日本)
  - ウルトラ6兄弟VS怪獣軍団 ( タイ /  日本)
  - がんばれ!ベアーズ大旋風 -日本遠征- ( アメリカ合衆国)
  - サバイバル・ファミリー ( アメリカ合衆国)
  - 実相寺昭雄監督作品ウルトラマン ( 日本)
  - ディア・ハンター ( アメリカ合衆国)
  - 東映まんがまつり
    - 龍の子太郎 ( 日本)
    - ピンク・レディーと春休み ( 日本)
    - SF西遊記スタージンガー ( 日本)
    - キャプテン・フューチャー ( 日本)
    - 闘将ダイモス ( 日本)
- 24日
  - バグダッドの盗賊 ( アメリカ合衆国)
- 31日
  - イノセント ( イタリア)
  - 戦場 ( アメリカ合衆国)

### 4月
- 7日
  - 白昼の死角 ( 日本)
- 14日
  - インテリア ( アメリカ合衆国)
- 21日
  - エーゲ海に捧ぐ ( 日本 /  イタリア)
  - ビッグ・ウェンズデー ( アメリカ合衆国)
  - 復讐するは我にあり ( 日本)
- 28日
  - 黄金のパートナー ( 日本)
  - 逃走迷路 ( アメリカ合衆国)
  - ハリケーン ( アメリカ合衆国)
  - 乱れからくり ( 日本)
  - もっとしなやかに もっとしたたかに ( 日本)
  - 桃尻娘 ラブアタック ( 日本)
  - 茗荷村見聞記 ( 日本)
  - レガシー ( アメリカ合衆国 /  イギリス)

### 5月
- 5日
  - 料理長殿、ご用心 ( アメリカ合衆国
 イタリア
 フランス
 西ドイツ)
- 12日
  - デビルズ・ゾーン ( アメリカ合衆国)
- 26日
  - ウエディング ( アメリカ合衆国)
  - 俺達に墓はない ( 日本)
  - コンコルド ( アメリカ合衆国 /  イタリア)
  - さらば映画の友よ インディアンサマー ( 日本)
  - その後の仁義なき戦い ( 日本)
  - 病院坂の首縊りの家 ( 日本)
  - Mr.Boo!インベーダー作戦 ( イギリス領香港)

### 6月
- 2日
  - 黄金の犬 ( 日本)
- 3日
  - 地獄 ( 日本)
- 9日
  - あゝ野麦峠 ( 日本)[注釈 1]
- 16日
  - アバランチエクスプレス（ アメリカ合衆国）
  - サイレント・パートナー（ カナダ）
  - 北壁に舞う ( 日本)
- 17日
  - 闇の狩人 ( 日本)
- 24日
  - パラダイス・アレイ（ アメリカ合衆国）
- 30日
  - スーパーマン ( アメリカ合衆国)
  - プロビデンス ( フランス)

### 7月
- 7日
  - チャンプ ( アメリカ合衆国)
- 13日
  - 怪盗ルパン 813の謎 ( 日本)
- 14日
  - 海のトリトン ( 日本)
  - 金田一耕助の冒険 ( 日本)
  - 東京大空襲 ガラスのうさぎ ( 日本)
  - ふたりでスロー・ダンスを ( アメリカ合衆国)
  - 指輪物語 ( アメリカ合衆国)
- 21日
  - ウルトラマン怪獣大決戦 ( 日本)
  - エイリアン ( アメリカ合衆国)
  - 東映まんがまつり
    - SF西遊記スタージンガー 悪魔のバリバリゾーン ( 日本)
    - ねずみのよめいり ( 日本)
    - バトルフィーバーJ ( 日本)
    - 花の子ルンルン ( 日本)
    - パンダの大冒険 ( 日本)

  - ドランクモンキー 酔拳 ( イギリス領香港)
  - 北極のムーシカミーシカ ( 日本)
  - わが青春のイレブン ( 日本)
- 28日
  - ザ・ショック ( イタリア)

### 8月
- 4日
  - 男はつらいよ 翔んでる寅次郎 ( 日本)
  - 銀河鉄道999 ( 日本)
  - トラック野郎・熱風5000キロ ( 日本)
  - トラブルマン 笑うと殺すゾ ( 日本)
  - ホワイト・ラブ ( 日本)
  - 港町紳士録 ( 日本)
  - 蘇える金狼 ( 日本)
- 5日
  - 竹取物語 ( 日本)
- 18日
  - サンバーン ( アメリカ合衆国 /  イギリス)
  - 十八歳、海へ ( 日本)
  - スーパーGUNレディ ワニ分署 ( 日本)
  - ハロウィン ( アメリカ合衆国)
- 25日
  - 続・ある愛の詩 ( アメリカ合衆国)

### 9月
- 1日
  - 真田幸村の謀略 ( 日本)
  - 未来少年コナン ( 日本)
  - 野球狂の詩 北の狼 南の虎 ( 日本)
  - ロッキー2 ( アメリカ合衆国)
- 8日
  - エースをねらえ! ( 日本)
  - ピーマン80 ( 日本)
- 15日
  - アトランチスの謎 ( アメリカ合衆国)
  - チャイナ・シンドローム ( アメリカ合衆国)
- 22日
  - 新・明日に向って撃て! ( アメリカ合衆国)
- 29日
  - ノーマ・レイ ( アメリカ合衆国)
  - ポセイドン・アドベンチャー2 ( アメリカ合衆国)

### 10月
- 6日
  - 太陽を盗んだ男 ( 日本)
  - 配達されない三通の手紙 ( 日本)
  - ハノーバー・ストリート 哀愁の街かど ( アメリカ合衆国)
  - 暴力戦士 ( 日本)
  - メイク・アップ ( アメリカ合衆国)
- 13日
  - ドラキュラ ( アメリカ合衆国 /  イギリス)
- 20日
  - アガサ 愛の失踪事件 ( アメリカ合衆国)
  - SF/ボディ・スナッチャー ( アメリカ合衆国)
  - 夜叉ヶ池 ( 日本)
- 27日
  - さよならミス・ワイコフ ( アメリカ合衆国)
  - 日本の黒幕 ( 日本)
  - 星のオルフェウス ( 日本)
  - メテオ ( アメリカ合衆国)

### 11月
- 3日
  - ALICE THE MOVIE 美しき絆 ( 日本)
  - 英霊たちの応援歌　最後の早慶戦 ( 日本)
  - 神様なぜ愛にも国境があるの ( 日本)
  - 超高層プロフェッショナル ( アメリカ合衆国)
  - 遠い明日 ( 日本)
  - ファンタズム ( アメリカ合衆国)
- 10日
  - がんばれ!!タブチくん!! ( 日本)
- 17日
  - さらば青春の光 ( イギリス)
  - 処刑遊戯 ( 日本)
  - 大列車強盗 ( アメリカ合衆国)
  - パワープレイ ( イギリス)

### 12月
- 1日
  - 隠密同心 大江戸捜査網 ( 日本)
  - ザ・ダーク ( アメリカ合衆国)
  - スネーキーモンキー 蛇拳 ( イギリス領香港)
  - テンプルちゃんの小公女 ( アメリカ合衆国)
  - 花街の母 ( 日本)
- 8日
  - 007/ムーンレイカー ( イギリス /  フランス /  アメリカ合衆国)
  - ドラキュラ都へ行く ( アメリカ合衆国)
  - マイ･ライフ ( アメリカ合衆国)
- 15日
  - エアポート'80 ( アメリカ合衆国)
  - 戦国自衛隊 ( 日本)
  - マッドマックス ( オーストラリア)
  - Mr.Boo!ギャンブル大将 ( イギリス領香港)
  - メーン・イベント ( アメリカ合衆国)
  - ルパン三世 カリオストロの城 ( 日本)
- 22日
  - アルカトラズからの脱出 ( アメリカ合衆国)
  - 関白宣言 ( 日本)
  - 天使を誘惑 ( 日本)
  - トラック野郎・故郷特急便 ( 日本)
  - 夢一族 ザ・らいばる ( 日本)
  - 惑星アドベンチャー スペース・モンスター襲来! ( アメリカ合衆国)
- 28日
  - 男はつらいよ 寅次郎春の夢 ( 日本)
  - 神様のくれた赤ん坊 ( 日本)